# Phalacrus nigrinus
Phalacrus nigrinus là một loài bọ cánh cứng trong họ Phalacridae. Loài này được Marsham miêu tả khoa học năm 1802.